# Lodovico Frapolli
Lodovico Frapolli (Milano, 23 marzo 1815 – Torino, 25 aprile 1878) è stato un politico, generale e patriota italiano.

## Biografia
Membro di una famiglia svizzera patrizia di Scareglia trasferitasi a Milano, frequentò dapprima l'Accademia militare di Olmütz in Moravia, poi studiò a Parigi a l'Ecole des mines e si laureò in ingegneria mineraria. Dopo la laurea si recò spesso in Francia, Germania e Svezia per questioni di ricerca e di studio.
Nel 1842 si recò a Londra per conoscere Giuseppe Mazzini, col quale si legò di profonda e lunga amicizia.
Partecipò attivamente ai moti risorgimentali e nel 1848-1849 fu ambasciatore a Parigi del Governo provvisorio della Lombardia, poi della Toscana e infine della Repubblica romana. Nel 1849 fu  espulso dalla Francia; decise quindi di trasferirsi in Canton Ticino, ottenendo la cittadinanza svizzera grazie alle proprie origini familiari (in Svizzera vige lo jus sanguinis). Rimase in Svizzera fino al 1853, entrando in contatto con la Tipografia Elvetica ed interessandosi, con Carlo Cattaneo, alla creazione del Liceo cantonale di Lugano. Sposò l'inglese Mary Burdon, conosciuta a Lugano e amica dell'irlandese Anna Woodcock, moglie di Carlo Cattaneo.
Nel 1859 diventò Ministro della Guerra nel Governo Provvisorio di Modena, con Luigi Carlo Farini.
Tra il 1860 e il 1871 prese parte alle imprese garibaldine, raggiungendo gli alti vertici militari, col grado di generale .
Fu deputato nella VII legislatura del Regno di Sardegna e dalla IX alla XI legislatura del Regno d'Italia, nelle file dell'opposizione di sinistra.
Il 10 dicembre 1862 venne affiliato in Massoneria a Torino, nella loggia "Dante Alighieri", della quale divenne Maestro venerabile e in un mese raggiunse il 33º e ultimo grado del Rito scozzese antico e accettato . Fu ai massimi vertici del Grande Oriente d'Italia, del quale fu eletto  Gran Maestro aggiunto nel giugno 1867, poi Gran Maestro alla morte di Filippo Cordova.  Fu "garante di amicizia" del Grande Oriente d'Ungheria presso il Grande Oriente d'Italia. Propose di trasformare il motto Liberté, Égalité, Fraternité in "Libertà, Uguaglianza, Solidarietà", rivalutando l'importanza massonica di quest'ultimo valore.
Benché soggiornasse vari mesi all'anno a Torino, dal 1867 aveva mantenuto la residenza a Parigi, dove si recò immediatamente nel 1870 per sostenere la Repubblica nata dopo la battaglia di Sedan, dimissionando dalla carica di Gran Maestro del Grande Oriente d'Italia. Léon Gambetta, ministro dell'interno del governo provvisorio di difesa nazionale, lo nominò generale e l'incaricò di formare un corpo autonomo di volontari per la difesa della Repubblica.
Ritornato in Italia non riuscì a farsi rieleggere alla scadenza del suo mandato parlamentare nel 1874.
Ricoverato in manicomio a Torino nel 1875, morì suicida con un colpo di pistola  nel 1878.